# Josep Escolà
Josep Escolà Segalés (*  28. August 1914 in Barcelona; † 7. März 1998 ebenda) war ein spanischer Fußballspieler und -trainer. Der vor allem für seine faire Spielweise bekannte Stürmer verbrachte die größte Zeit seiner Spielerkarriere beim FC Barcelona.

## Karriere
Escolà bestritt sein Ligadebüt für den FC Barcelona am 2. Dezember 1934 beim 4:0 über Arenas Club de Getxo, wo er den letzten Treffer erzielte. Bis 1936 konnte er dann noch zweimal die katalanische Meisterschaft gewinnen und einmal in das Endspiel um den spanischen Pokal einziehen, wo man 1936 Real Madrid mit 1:2 unterlag. Als 1936 der Bürgerkrieg in Spanien ausbrach, wurde auch der Ligabetrieb bis 1939 unterbrochen. 1937 reiste er mit der Mannschaft des FC Barcelona zur Geldbeschaffung in die USA. Nachdem Barça dort ein Turnier in New York gewann, reisten nur wenige Spieler des FC Barcelona auch tatsächlich wieder zurück nach Barcelona, sondern gingen ins Exil. Escolà schloss sich wie sein Teamkollege Balmanya 1937 dem französischen Verein FC Sète an. 
Nach zwei Jahren, als der Bürgerkrieg vorbei war, konnte Escolà zum FC Barcelona zurückkehren. Bis zu seinem Karriereende 1948 konnte er mit Barça noch zwei Mal die spanische Meisterschaft gewinnen. Mit insgesamt 118 Pflichtspieltoren für den FC Barcelona ist er auf Platz acht der Liste der erfolgreichsten Torschützen des Vereins.

## Erfolge
- Spanischer Meister: 1945, 1948
- Spanischer Pokalsieger: 1942
- Copa de Oro Argentina: 1945
- Copa Eva Duarte: 1948
- Katalanische Meisterschaft: 1935, 1936, 1938